# Amoin
Amoin ou Amouin est un prénom akan (groupe de peuples du Ghana et de Côte d'Ivoire). Il s'applique à une fille née le samedi (le dimanche chez les Baoulé). Le prénom correspondant pour les garçons est Kouamé, ou encore Kwame, pour les usagers anglophones.